# سيرجينيو تشولابا
سيرجينيو تشولابا (بالبرتغالية: Serginho Chulapa) ، من مواليد 23 ديسمبر 1953 في ساو باولو في البرازيل ، لاعب كرة قدم برازيلي سابق.
لعب مع منتخب البرازيل لكرة القدم.

## روابط خارجية
- سيرجينيو تشولابا على موقع قاعدة بيانات كرة القدم.إي يو (الإنجليزية)
- سيرجينيو تشولابا على موقع ناشيونال فوتبول تيمز (الإنجليزية)